# Panganiban (Catanduanes)
Panganiban ist eine philippinische Stadtgemeinde der Inselprovinz Catanduanes. Sie hat 9287 Einwohner (Zensus 1. August 2015), die in 23 Barangays leben. Die Gemeinde wird als teilweise urban beschrieben und gehört zur fünften Einkommensklasse der Gemeinden auf den Philippinen. Panganiban liegt ca. 363 km südöstlich der Hauptstadt der Philippinen Manila und 37 km nordöstlich der Provinzhauptstadt Virac.
San Andres liegt im Nordosten der Insel und hat eine hügelig bis gebirgig beschriebene Topographie, in denen auch Teile des Natur- und Wasserschutzgebiet Catanduanes Watershed Forest Reserve mit seinen ausgedehnten Regenwaldbeständen liegt.
Das Klima der Insel Catanduanes wird als Type II klassifiziert, mit keiner ausgeprägten Trocken- oder Regenzeit, die stärksten Niederschläge fallen von Oktober bis Dezember. Die Gemeinde liegt innerhalb des Typhongürtels auf den Philippinen.

## Baranggays
| - Alinawan - Babaguan - Bagong Bayan - Burabod - Cabuyoan - Cagdarao - Mabini - Maculiw - Panay - Taopon (Pangcayanan) - Salvacion (Pob.) - San Antonio | - San Joaquin (Pob.) - San Jose (Pob.) - San Juan (Pob.) - San Miguel - San Nicolas (Pob.) - San Pedro (Pob.) - San Vicente (Pob.) - Santa Ana (Pob.) - Santa Maria (Pob.) - Santo Santiago (Pob.) - Tibo |  |